# Kłosowo (województwo zachodniopomorskie)
Kłosowo – wieś w Polsce położona w województwie zachodniopomorskim, w powiecie wałeckim, w gminie Wałcz.
W latach 1975–1998 miejscowość administracyjnie należała do województwa pilskiego.
Według danych z 2011 roku wieś liczyła 128 mieszkańców. 